# Антиратни протести у Сарајеву 1992.
Антиратни протести у Сарајеву 1992. године су антиратни протести великог броја грађана Сарајева у априлу 1992. године.
5. априла, на дан доношења декларације о независности, антиратни протести су се дешавали у граду, а највећа група протестаната је кренула према згради скупштине. Касније је на њих пуцано из хотела Холидеј Ин и том приликом су убијене две особе.
Велики број људи на улицама Сарајева су протестовали против рата и покушавали да очувају братство и јединство. Иако је оружани сукоб био на помолу, протестанти су ту могућност одбацивали као неприхватљиву, јер су деценијама живели заједно на истом простору. Ипак, и поред масовних демонстрација свих народа Босне и Херцеговине за мир, грађански рат је ипак избио и у тој бившој југословенској републици. 
Рат у БиХ је трајао све до потписивања дејтонског мировног споразума 1995. године и у њему су погинули десетине хиљада цивила.